# Avenida Afonso Costa
Die Avenida Afonso Costa ist eine Hauptverkehrsstraße im nördlichen Zentrum der portugiesischen Hauptstadt Lissabon. Sie wurde Mitte der 1970er Jahre als Teil eines übergeordneten Straßensystems zur Umfahrung des Zentrums gebaut und führt mehrspurig in Verlängerung der Avenida João XXI von der Praça Francisco Sá Carneiro zur Rotunda das Olaias. Östlich der Praça Francisco Sá Carneiro mündet der Túnel da Avenida João XXI ein. 

## Geschichte
Die Straße erhielt auf Beschluss der Câmara Municipal (Stadtverwaltung) von Lissabon vom 30. Dezember 1976 den Namen des Rechtsprofessors und dreimaligen Ministerpräsidenten Afonso Costa (1871–1937). Zweieinhalb Jahre nach der Nelkenrevolution (25. April 1974) wurde damit an eine der Schlüsselpersonen beim Aufbau der Ersten Republik erinnert. Die städtische Kommission zur Straßenbenennung hatte ursprünglich am 29. Juni 1976 beschlossen, eine Straßenverbindung nördlich des Parque Eduardo VII zwischen der Avenida Sidónio Pais und der Rua Castilho (heute: Alameda Cardeal Cerejeira) nach Costa zu benennen. Dieser Beschluss wurde jedoch nie umgesetzt. 